# Gerald Finley
Gerald Hunter Finley, OC, CBE (* 30. Januar 1960 in Montreal, Kanada) ist ein kanadischer Opernsänger (Bariton).

## Leben
Geboren in Montreal bekam Finley seine musikalische Ausbildung in der St. Matthew’s Anglican Church, Ottawa, der Universität Ottawa, dem King’s College in Cambridge (England) sowie am Royal College of Music in London.
Er ist vor allem bekannt für seine zahlreichen Mozart-Interpretationen. So sang er unter anderem Rollen wie Don Giovanni in der gleichnamigen Oper, Guglielmo in Così fan tutte, sowie Figaro und Il Conte Almaviva in Figaros Hochzeit.
2002 sang er in der amerikanischen Premiere der Oper L'Amour de loin an der Santa Fe Opera den Jaufré Rudel.
Finley ist Gastprofessor am Royal College of Music, London.

## Diskografie (Auswahl)
- 1996: Wolfgang Amadeus Mozart: Così fan tutte, EMI
- 2000: Franz Joseph Haydn: Schöpfungsmesse, Teldec
- 2006: Johann Sebastian Bach: Cantatas No. 19, Soli Deo Gloria
- 2006: Benjamin Britten: War Requiem, LPO Recordings
- 2008: Robert Schumann: Dichterliebe and other Heine Settings, Julius Drake (Piano), Hyperion Records
- 2012: Robert Schumann: Liederkreis, Julius Drake (Piano), Hyperion Records
- 2014: Franz Schubert: Schubert: Winterreise, Julius Drake, Hyperion Records
- 2014: Gabriel Fauré: Requiem - Messe Basse, Tom Pickard, Stephen Cleobury, Lso Live